# Cosmobunus
Genre
Cosmobunus est un genre d'opilions eupnois de la famille des Sclerosomatidae.

## Distribution
Les espèces de ce genre se rencontrent en Europe, en Afrique du Nord et en Amérique du Nord.

## Liste des espèces
Selon World Catalogue of Opiliones (16/05/2021) :
- Cosmobunus americanus Roewer, 1957
- Cosmobunus auratus Goodnight & Goodnight, 1946
- Cosmobunus granarius (Lucas, 1846)
- Cosmobunus unicolor Roewer, 1910
- Cosmobunus unifasciatus Roewer, 1923

## Publication originale
- Simon, 1879 : « Les Ordres des Chernetes, Scorpiones et Opiliones. » Les Arachnides de France, vol. 7, p. 1-332.